# John de Bever
Johannes de Bever, detto John (Berlicum, 7 aprile 1965), è un ex giocatore di calcio a 5 olandese.

## Carriera
Con la nazionale maschile di calcio a 5 dei Paesi Bassi ha partecipato a due edizioni del campionato europeo e al FIFA Futsal World Championship 1996 in cui dove gli  oranje sono stati eliminati al secondo turno nel girone comprendente Brasile, Ucraina ed Uruguay.